# Голиченко, София Юрьевна
София Юрьевна Голиченко (укр. Софія Юріївна Голіченко; род. 23 ноября 2004, Киев, Украина) — украинская фигуристка, выступающая в парном катании. В паре с Артёмом Даренским была чемпионкой Украины (2022) и серебряным призёром чемпионата Украины (2021).

## Карьера
Начала заниматься фигурным катанием в 2007 году. В качестве одиночницы завоевала бронзу юниорского чемпионата Украины 2018 года. Затем перешла в парное катание, где стала партнёршей Ивана Павлова, с которым завоевала бронзовую медаль на чемпионате Украины (2019).
В 2020 году её новым партнёром стал Артём Даренский. В паре с ним в 2022 году она выиграла чемпионат Украины и заняла 15-е место на чемпионате Европы. Через несколько дней пара была включена на Олимпийские игры, где участвовала в командных соревнованиях, заняв 9-е место в короткой программе. Сборная Украина заняла последнее десятое место, из-за чего не прошла в произвольную программу.
На дебютном для себя чемпионате мира 2022 года пара заняла 13-е место в короткой программе, после чего снялась с произвольного проката.